# Legio V Iovia

Brasão da legião palatina dos Ioviani seniores, de acordo com a Notitia Dignitatum.

Legio V Iovia foi uma legião romana alistada por Diocleciano no final do século III e que ainda estava ativa no final do século V. O cognome da legião é uma referência a Júpiter, a quem o imperador romano Diocleciano (também conhecido como Iovianus - "tal qual Júpiter").

## História
A V Iovia estava baseada, juntamente com a VI Herculia, na Panônia Secunda, uma nova província romana criada a partir do território da antiga Panônia. A legião recebeu o ordinal "Quinta" por que já havia outras quatro legiões na região. A principal missão da V Iovia, sediada em Bonônia e com um castelo avançado em Onagrino (Onagrinum), era proteger a residência imperial de Diocleciano em Sirmio, em Ilírico.
A Notitia Dignitatum atesta que a legião ainda estava na região no começo do século V.
É possível que alguns homens desta legião e da VI Herculia tenham feito parte dos jovianos e herculianos, a nova guarda pessoal de Diocleciano. Se fizeram parte e forem as mesmas pessoas, os soldados da V Iovia então eram chamados marciobárbulos (martiobarbuli), por serem especialistas em atirar pequenos dardos que levavam em grupos de cinco no interior de seus escudos.